# Élections municipales de 2020 dans la Sarthe
Les élections municipales de 2020 dans la Sarthe ont lieu le 15 mars 2020 pour le premier tour et le 28 juin 2020 pour le second, initialement prévu le 22 mars, le report du second tour ayant été provoqué par la crise sanitaire liée à la pandémie de maladie à coronavirus (COVID-19).
Les informations suivantes concernent les seules communes de plus de 2 000 habitants situées dans le département de la Sarthe.

## Maires sortants et maires élus
Le scrutin est marqué par une grande stabilité politique, à quelques exceptions près. Les centristes l'emportent face à la droite à Moncé-en-Belin et Montval-sur-Loir. La droite échoue également à Savigné-l'Évêque face à la gauche et surtout à Sablé-sur-Sarthe, face à un candidat sans étiquette. 
| Commune                    | Population (dernière pop. légale) | Population (dernière pop. légale) | Maire sortant             | Parti | Parti | Maire élu                 | Parti | Parti |
| -------------------------- | --------------------------------- | --------------------------------- | ------------------------- | ----- | ----- | ------------------------- | ----- | ----- |
| Allonnes                   | 10 740                            | (2022)                            | Gilles Leproust           |       | PCF   | Gilles Leproust           |       | PCF   |
| Arnage                     | 5 463                             | (2022)                            | Thierry Cozic             |       | PS    | Thierry Cozic             |       | PS    |
| Aubigné-Racan              | 2 131                             | (2022)                            | Philippe Leguet           |       | DVD   | Nicolas Mourier           |       | DVD   |
| Ballon-Saint Mars          | 2 270                             | (2022)                            | Maurice Vavasseur         |       | PS    | Maurice Vavasseur         |       | PS    |
| Bazouges Cré sur Loir      | 1 946                             | (2022)                            | Gwénaël de Sagazan        |       | DVD   | Gwénaël de Sagazan        |       | DVD   |
| Bessé-sur-Braye            | 2 025                             | (2022)                            | Jacques Lacoche           |       | UDI   | Jacques Lacoche           |       | UDI   |
| Bonnétable                 | 3 721                             | (2022)                            | Frédéric Barré            |       | DVD   | Frédéric Barré            |       | DVD   |
| Bouloire                   | 2 121                             | (2022)                            | Jean-Marie Bouché         |       | DVD   | Anne-Marie Deloubes       |       | DVD   |
| Brette-les-Pins            | 2 127                             | (2022)                            | Bernard Lair              |       | DVG   | Stéphane Fouchard         |       | DVG   |
| Cérans-Foulletourte        | 3 365                             | (2022)                            | Gérard Dufour             |       | DVD   | Élisabeth Moussay         |       | DVD   |
| Champagné                  | 3 680                             | (2022)                            | Erwan Cochet              |       | PCF   | Patrick Desmazieres       |       | DVD   |
| Changé                     | 6 803                             | (2022)                            | Joël Georges              |       | DVG   | Yves-Marie Hervé          |       | DVG   |
| Cherré-Au                  | 2 746                             | (2022)                            | Michel Landais            |       | DVD   | Jannick Niel              |       | DVD   |
| Connerré                   | 2 838                             | (2022)                            | Christophe Chaudun        |       | PS    | Arnaud Mongella           |       | DVG   |
| Coulaines                  | 8 049                             | (2022)                            | Christophe Rouillon       |       | PS    | Christophe Rouillon       |       | PS    |
| Écommoy                    | 4 818                             | (2022)                            | Sébastien Gouhier         |       | MoDem | Sébastien Gouhier         |       | MoDem |
| Fresnay-sur-Sarthe         | 2 909                             | (2022)                            | Fabienne Labrette-Ménager |       | LR    | Fabienne Labrette-Ménager |       | LR    |
| Guécélard                  | 3 200                             | (2022)                            | Alain Viot                |       | DVG   | Alain Viot                |       | DVG   |
| La Bazoge                  | 3 748                             | (2022)                            | Christian Baligand        |       | DVD   | Michel Lalande            |       | DVD   |
| La Chapelle-Saint-Aubin    | 2 252                             | (2022)                            | Joël Le Bolu              |       | DVD   | Joël Le Bolu              |       | DVD   |
| La Ferté-Bernard           | 8 769                             | (2022)                            | Didier Reveau             |       | UDI   | Didier Reveau             |       | UDI   |
| La Flèche                  | 15 081                            | (2022)                            | Guy-Michel Chauveau       |       | PS    | Nadine Grelet-Certenais   |       | PS    |
| La Milesse                 | 2 631                             | (2022)                            | Claude Loriot             |       | DVG   | Claude Loriot             |       | DVG   |
| La Suze-sur-Sarthe         | 4 628                             | (2022)                            | Emmanuel d'Aillières      |       | DVD   | Emmanuel d'Aillières      |       | DVD   |
| Laigné-en-Belin            | 2 269                             | (2022)                            | Nathalie Dupont           |       | DVD   | Nathalie Dupont           |       | DVD   |
| Le Lude                    | 4 016                             | (2022)                            | Béatrice Latouche         |       | DVD   | Béatrice Latouche         |       | DVD   |
| Le Mans                    | 145 182                           | (2022)                            | Stéphane Le Foll          |       | PS    | Stéphane Le Foll          |       | PS    |
| Loir en Vallée             | 2 052                             | (2022)                            | Galiène Cohu              |       | DVD   | Galiène Cohu              |       | DVD   |
| Loué                       | 2 100                             | (2022)                            | Dominique Croyeau         |       | DVG   | Anthony Mussard           |       | DVG   |
| Mamers                     | 5 080                             | (2022)                            | Frédéric Beauchef         |       | LR    | Frédéric Beauchef         |       | LR    |
| Marolles-les-Braults       | 2 038                             | (2022)                            | Jean-Michel Lefebvre      |       | DVD   | Francis Belluau           |       | DVD   |
| Mayet                      | 3 186                             | (2022)                            | Jean Paul Beaudouin       |       | DVD   | Pierre Ouvrard            |       | DVG   |
| Moncé-en-Belin             | 3 699                             | (2022)                            | Didier Pean               |       | DVD   | Irène Boyer               |       | DVD   |
| Montfort-le-Gesnois        | 2 928                             | (2022)                            | Paul Glinche              |       | DVD   | Anthony Trifaut           |       | DVD   |
| Montval-sur-Loir           | 5 707                             | (2022)                            | Béatrice Pavy             |       | LR    | Hervé Roncière            |       | DVD   |
| Mulsanne                   | 5 299                             | (2022)                            | Jean-Yves Lecoq           |       | DVD   | Jean-Yves Lecoq           |       | DVD   |
| Neuville-sur-Sarthe        | 2 463                             | (2022)                            | Véronique Cantin          |       | DVD   | Véronique Cantin          |       | DVD   |
| Noyen-sur-Sarthe           | 2 585                             | (2022)                            | Jean-Louis Morice         |       | DVG   | Jean-Louis Morice         |       | DVG   |
| Parcé-sur-Sarthe           | 1 998                             | (2022)                            | Michel Gendry             |       | DVD   | Michel Gendry             |       | DVD   |
| Parigné-l'Évêque           | 5 367                             | (2022)                            | Nathalie Morgant          |       | PS    | Nathalie Morgant          |       | PS    |
| Précigné                   | 2 900                             | (2022)                            | Jean-François Zalesny     |       | DVD   | Jean-François Zalesny     |       | DVD   |
| Roëzé-sur-Sarthe           | 2 546                             | (2022)                            | Catherine Taureau         |       | DVD   | Catherine Taureau         |       | DVD   |
| Rouillon                   | 2 352                             | (2022)                            | Gilles Josselin           |       | DVD   | Laurent Paris             |       | DVD   |
| Ruaudin                    | 3 492                             | (2022)                            | Samuel Chevallier         |       | UDI   | Carole Heulot             |       | DVD   |
| Sablé-sur-Sarthe           | 12 194                            | (2022)                            | Marc Joulaud              |       | LR    | Nicolas Leudière          |       | DVD   |
| Saint-Calais               | 2 969                             | (2022)                            | Léonard Gaschet           |       | DVD   | Marc Mercier              |       | DVD   |
| Saint-Georges-du-Bois      | 2 228                             | (2022)                            | Franck Breteau            |       | DVD   | Franck Breteau            |       | DVD   |
| Saint-Gervais-en-Belin     | 1 991                             | (2022)                            | Bruno Lecomte             |       | PS    | Mathilde Plu              |       | DVG   |
| Saint-Mars-d'Outillé       | 2 471                             | (2022)                            | Laurent Taupin            |       | DVD   | Laurent Taupin            |       | DVD   |
| Saint-Mars-la-Brière       | 2 712                             | (2022)                            | Patrice Vernhettes        |       | DVG   | Patrice Vernhettes        |       | DVG   |
| Saint-Paterne - Le Chevain | 2 090                             | (2022)                            | Michel Mercier            |       | DVD   | Joël Touchard             |       | DVD   |
| Saint-Saturnin             | 2 773                             | (2022)                            | Yvan Goulette             |       | DVD   | Yvan Goulette             |       | DVD   |
| Sainte-Jamme-sur-Sarthe    | 1 964                             | (2022)                            | Jean-Luc Suhard           |       | DVG   | Jean-Luc Suhard           |       | DVG   |
| Sargé-lès-le-Mans          | 3 865                             | (2022)                            | Marcel Mortreau           |       | DVD   | Marcel Mortreau           |       | DVD   |
| Savigné-l'Évêque           | 4 042                             | (2022)                            | Philippe Metivier         |       | LR    | Isabelle Lemeunier        |       | DVG   |
| Sillé-le-Guillaume         | 2 192                             | (2022)                            | Gérard Galpin             |       | DVD   | Gérard Galpin             |       | DVD   |
| Spay                       | 2 821                             | (2022)                            | Jean-Yves Avignon         |       | DVD   | Jean-Yves Avignon         |       | DVD   |
| Teloché                    | 3 043                             | (2022)                            | Gérard Lambert            |       | DVG   | Gérard Lambert            |       | DVG   |
| Vibraye                    | 2 508                             | (2022)                            | Jean-Marc Blot            |       | DVG   | Dominique Flament         |       | DVG   |
| Villeneuve-en-Perseigne    | 2 189                             | (2022)                            | André Trottet             |       | LR    | André Trottet             |       | LR    |
| Yvré-l'Évêque              | 4 187                             | (2022)                            | Dominique Aubin           |       | DVD   | Damienne Fleury           |       | DVG   |

### Résultats en nombre de maires
| Partis               | Partis                               | Maires sortants | Maires élus | Évolution |
| -------------------- | ------------------------------------ | --------------- | ----------- | --------- |
|                      | Divers droite                        | 30              |             |           |
|                      | Les Républicains                     | 6               |             |           |
|                      | Union des démocrates et indépendants | 3               |             |           |
| Total droite         | Total droite                         | 39              |             |           |
|                      | Divers gauche                        | 10              |             |           |
|                      | Parti socialiste                     | 8               |             |           |
|                      | FG-PCF                               | 2               |             |           |
| Total gauche         | Total gauche                         | 20              |             |           |
|                      | Mouvement démocrate                  | 1               |             |           |
| Total centre         | Total centre                         | 1               |             |           |
|                      | Sans-étiquette                       | 1               |             |           |
| Total sans-etiquette | Total sans-etiquette                 | 1               |             |           |
| Total                | Total                                | 61              | 61          | -         |

## Résultats dans les communes de plus de2 000 habitants
Un arrêté de la préfecture de la Sarthe en date du 14 janvier 2020 rappelle le nombre de conseillers municipaux et communautaires à élire par commune.
Un arrêté en date du 3 mars 2020 fixe l'état des candidats admis à participer.

### Allonnes
- Maire sortant : Gilles Leproust (FG)
- 33 sièges à pourvoir au conseil municipal (population légale 2017 : 11 098 habitants)
- 7 sièges à pourvoir au conseil communautaire (CU Le Mans Métropole)

|                          |                          |                          |              |              |        |        |  |  |  |
| Tête de liste            | Tête de liste            | Liste                    | Premier tour | Premier tour | Sièges | Sièges |  |  |  |
| Tête de liste            | Tête de liste            | Liste                    | Voix         | %            | CM     | CC     |  |  |  |
|                          | Gilles Leproust          | PCF                      | 1 404        | 53,79        | 26     | 6      |  |  |  |
|                          | Gaëtan Cordelet          | DVD                      | 972          | 37,24        | 6      | 1      |  |  |  |
|                          | Djibrill Traoré          | DVG                      | 234          | 8,96         | 1      | 0      |  |  |  |
|                          |                          |                          |              |              |        |        |  |  |  |
| Votes exprimés           | Votes exprimés           | Votes exprimés           | 2 610        | 96,99        |        |        |  |  |  |
| Votes blancs             | Votes blancs             | Votes blancs             | 43           | 1,60         |        |        |  |  |  |
| Votes nuls               | Votes nuls               | Votes nuls               | 38           | 1,41         |        |        |  |  |  |
| Total                    | Total                    | Total                    | 2 691        | 100          | 33     | 7      |  |  |  |
| Abstention               | Abstention               | Abstention               | 4 021        | 59,91        |        |        |  |  |  |
| Inscrits / participation | Inscrits / participation | Inscrits / participation | 3 712        | 40,06        |        |        |  |  |  |

### Arnage
- Maire sortant : Thierry Cozic (PS)
- 29 sièges à pourvoir au conseil municipal (population légale 2017 : 5 311 habitants)
- 3 sièges à pourvoir au conseil communautaire (CU Le Mans Métropole)

|                          |                          |                          |              |              |        |        |  |  |  |
| Tête de liste            | Tête de liste            | Liste                    | Premier tour | Premier tour | Sièges | Sièges |  |  |  |
| Tête de liste            | Tête de liste            | Liste                    | Voix         | %            | CM     | CC     |  |  |  |
|                          | Thierry Cozic            | PS                       | 1 302        | 100,00       | 29     | 3      |  |  |  |
|                          |                          |                          |              |              |        |        |  |  |  |
| Votes exprimés           | Votes exprimés           | Votes exprimés           | 1 302        | 89,86        |        |        |  |  |  |
| Votes blancs             | Votes blancs             | Votes blancs             | 57           | 3,93         |        |        |  |  |  |
| Votes nuls               | Votes nuls               | Votes nuls               | 90           | 6,21         |        |        |  |  |  |
| Total                    | Total                    | Total                    | 1 449        | 100,00       | 29     | 3      |  |  |  |
| Abstention               | Abstention               | Abstention               | 2 914        | 66,79        |        |        |  |  |  |
| Inscrits / participation | Inscrits / participation | Inscrits / participation | 4 363        | 33,21        |        |        |  |  |  |

### Aubigné-Racan
- Maire sortant : Philippe Leguet  (DVD)
- 19 sièges à pourvoir au conseil municipal (population légale 2017 : 2 120 habitants)
- 3 sièges à pourvoir au conseil communautaire (CC Sud Sarthe)

| Tête de liste            | Tête de liste            | Liste                    | Premier tour | Premier tour | Sièges | Sièges |
| Tête de liste            | Tête de liste            | Liste                    | Voix         | %            | CM     | CC     |
| ------------------------ | ------------------------ | ------------------------ | ------------ | ------------ | ------ | ------ |
|                          | Nicolas Mourier          | SE                       | 575          | 64,82        | 16     | 2      |
|                          | Régis Anne               | SE                       | 312          | 35,17        | 3      | 1      |
|                          |                          |                          |              |              |        |        |
| Votes exprimés           | Votes exprimés           | Votes exprimés           | 887          | 95,27        |        |        |
| Votes blancs             | Votes blancs             | Votes blancs             | 12           | 1,29         |        |        |
| Votes nuls               | Votes nuls               | Votes nuls               | 32           | 3,44         |        |        |
| Total                    | Total                    | Total                    | 931          | 100          | 19     | 3      |
| Abstention               | Abstention               | Abstention               | 747          | 44,52        |        |        |
| Inscrits / participation | Inscrits / participation | Inscrits / participation | 1 678        | 55,48        |        |        |

### Ballon-Saint Mars
- Maire sortant : Maurice Vavasseur (PS)
- 23 sièges à pourvoir au conseil municipal (population légale 2017 : 2 230 habitants)
- 4 sièges à pourvoir au conseil communautaire (CC Maine Cœur de Sarthe)

| Tête de liste            | Tête de liste            | Liste                    | Premier tour | Premier tour | Sièges | Sièges |
| Tête de liste            | Tête de liste            | Liste                    | Voix         | %            | CM     | CC     |
| ------------------------ | ------------------------ | ------------------------ | ------------ | ------------ | ------ | ------ |
|                          | Maurice Vavasseur        | PS                       | 425          | 100,00       | 23     | 4      |
|                          |                          |                          |              |              |        |        |
| Votes exprimés           | Votes exprimés           | Votes exprimés           | 425          | 72,65        |        |        |
| Votes blancs             | Votes blancs             | Votes blancs             | 32           | 5,47         |        |        |
| Votes nuls               | Votes nuls               | Votes nuls               | 128          | 21,88        |        |        |
| Total                    | Total                    | Total                    | 585          | 100          | 23     | 4      |
| Abstention               | Abstention               | Abstention               | 973          | 62,45        |        |        |
| Inscrits / participation | Inscrits / participation | Inscrits / participation | 1 558        | 37,55        |        |        |

### Bazouges Cré sur Loir
- Maire sortant : Gwénaël de Sagazan (DVD)
- 23 sièges à pourvoir au conseil municipal (population légale 2017 : 2 048 habitants)
- 4 sièges à pourvoir au conseil communautaire (CC du Pays Fléchois)

| Tête de liste            | Tête de liste            | Liste                    | Premier tour | Premier tour | Sièges | Sièges |
| Tête de liste            | Tête de liste            | Liste                    | Voix         | %            | CM     | CC     |
| ------------------------ | ------------------------ | ------------------------ | ------------ | ------------ | ------ | ------ |
|                          | Gwénaël de Sagazan       | DVD                      | 473          | 65,69        | 19     | 3      |
|                          | Hervé Bois               | DIV                      | 247          | 34,30        | 4      | 1      |
|                          |                          |                          |              |              |        |        |
| Votes exprimés           | Votes exprimés           | Votes exprimés           | 720          | 95,62        |        |        |
| Votes blancs             | Votes blancs             | Votes blancs             | 9            | 1,20         |        |        |
| Votes nuls               | Votes nuls               | Votes nuls               | 24           | 3,19         |        |        |
| Total                    | Total                    | Total                    | 753          | 100          | 23     | 4      |
| Abstention               | Abstention               | Abstention               | 747          | 49,80        |        |        |
| Inscrits / participation | Inscrits / participation | Inscrits / participation | 1 500        | 50,20        |        |        |

### Bessé-sur-Braye
- Maire sortant : Jacques Lacoche  (UDI)
- 19 sièges à pourvoir au conseil municipal (population légale 2017 : 2 212 habitants)
- 5 sièges à pourvoir au conseil communautaire (CC des Vallées de la Braye et de l'Anille)

| Tête de liste            | Tête de liste            | Liste                    | Premier tour | Premier tour | Sièges | Sièges |
| Tête de liste            | Tête de liste            | Liste                    | Voix         | %            | CM     | CC     |
| ------------------------ | ------------------------ | ------------------------ | ------------ | ------------ | ------ | ------ |
|                          | Jacques Lacoche          | UDI                      | 547          | 100,00       | 19     | 5      |
|                          |                          |                          |              |              |        |        |
| Votes exprimés           | Votes exprimés           | Votes exprimés           | 547          | 82,50        |        |        |
| Votes blancs             | Votes blancs             | Votes blancs             | 24           | 3,62         |        |        |
| Votes nuls               | Votes nuls               | Votes nuls               | 92           | 13,88        |        |        |
| Total                    | Total                    | Total                    | 663          | 100          | 19     | 5      |
| Abstention               | Abstention               | Abstention               | 969          | 59,38        |        |        |
| Inscrits / participation | Inscrits / participation | Inscrits / participation | 1 632        | 40,63        |        |        |

### Bonnétable
- Maire sortant : Frédéric Barré (DVD)
- 27 sièges à pourvoir au conseil municipal (population légale 2017 : 3 856 habitants)
- 7 sièges à pourvoir au conseil communautaire (CC Maine Saosnois)

| Tête de liste | Tête de liste  | Liste       | Premier tour | Premier tour | Sièges | Sièges |
| Tête de liste | Tête de liste  | Liste       | Voix         | %            | CM     | CC     |
| ------------- | -------------- | ----------- | ------------ | ------------ | ------ | ------ |
|               | Frédéric Barré | DVD         | 669          | 100,00       | 27     | 7      |
|               |                |             |              |              |        |        |
| Inscrits      | Inscrits       | Inscrits    | 2 857        | 100,00       |        |        |
| Abstentions   | Abstentions    | Abstentions | 2 041        | 71,44        |        |        |
| Votants       | Votants        | Votants     | 816          | 28,56        |        |        |
| Blancs        | Blancs         | Blancs      | 35           | 4,29         |        |        |
| Nuls          | Nuls           | Nuls        | 112          | 13,73        |        |        |
| Exprimés      | Exprimés       | Exprimés    | 669          | 81,99        |        |        |

### Bouloire
- Maire sortant : Jean-Marie Bouché (DVD)
- 19 sièges à pourvoir au conseil municipal (population légale 2017 : 2 082 habitants)
- 3 sièges à pourvoir au conseil communautaire (CC Le Gesnois Bilurien)

| Tête de liste            | Tête de liste            | Liste                    | Premier tour | Premier tour | Sièges | Sièges |
| Tête de liste            | Tête de liste            | Liste                    | Voix         | %            | CM     | CC     |
| ------------------------ | ------------------------ | ------------------------ | ------------ | ------------ | ------ | ------ |
|                          | Anne-Marie Deloubes      | DIV                      | 374          | 100,00       | 19     | 3      |
|                          |                          |                          |              |              |        |        |
| Votes exprimés           | Votes exprimés           | Votes exprimés           | 374          | 61,82        |        |        |
| Votes blancs             | Votes blancs             | Votes blancs             | 27           | 4,46         |        |        |
| Votes nuls               | Votes nuls               | Votes nuls               | 204          | 33,72        |        |        |
| Total                    | Total                    | Total                    | 605          | 100          | 19     | 3      |
| Abstention               | Abstention               | Abstention               | 1 008        | 62,49        |        |        |
| Inscrits / participation | Inscrits / participation | Inscrits / participation | 1 613        | 37,51        |        |        |

### Brette-les-Pins
- Maire sortant : Bernard Lair (DVG)
- 19 sièges à pourvoir au conseil municipal (population légale 2017 : 2 153 habitants)
- 4 sièges à pourvoir au conseil communautaire (CC du Sud-Est du Pays Manceau)

| Tête de liste            | Tête de liste            | Liste                    | Premier tour | Premier tour | Sièges | Sièges |
| Tête de liste            | Tête de liste            | Liste                    | Voix         | %            | CM     | CC     |
| ------------------------ | ------------------------ | ------------------------ | ------------ | ------------ | ------ | ------ |
|                          | Stéphane Fouchard        |                          | 391          | 100,00       | 19     | 5      |
|                          |                          |                          |              |              |        |        |
| Votes exprimés           | Votes exprimés           | Votes exprimés           | 391          | 79,34        |        |        |
| Votes blancs             | Votes blancs             | Votes blancs             | 19           | 3,85         |        |        |
| Votes nuls               | Votes nuls               | Votes nuls               | 83           | 16,84        |        |        |
| Total                    | Total                    | Total                    | 493          | 100          | 19     | 5      |
| Abstention               | Abstention               | Abstention               | 1 070        | 68,46        |        |        |
| Inscrits / participation | Inscrits / participation | Inscrits / participation | 1 563        | 31,54        |        |        |

### Cérans-Foulletourte
- Maire sortant : Gérard Dufour (DVD)
- 23 sièges à pourvoir au conseil municipal (population légale 2017 : 3 375 habitants)
- 5 sièges à pourvoir au conseil communautaire (CC du Val de Sarthe)

| Tête de liste | Tête de liste     | Liste       | Premier tour | Premier tour | Sièges | Sièges |
| Tête de liste | Tête de liste     | Liste       | Voix         | %            | CM     | CC     |
| ------------- | ----------------- | ----------- | ------------ | ------------ | ------ | ------ |
|               | Élisabeth Moussay |             | 720          | 63,94        | 19     | 4      |
|               | Delphine Paradis  |             | 406          | 36,05        | 4      | 1      |
|               |                   |             |              |              |        |        |
| Inscrits      | Inscrits          | Inscrits    | 2 504        | 100,00       |        |        |
| Abstentions   | Abstentions       | Abstentions | 1 321        | 52,76        |        |        |
| Votants       | Votants           | Votants     | 1 183        | 47,24        |        |        |
| Blancs        | Blancs            | Blancs      | 14           | 1,18         |        |        |
| Nuls          | Nuls              | Nuls        | 43           | 3,63         |        |        |
| Exprimés      | Exprimés          | Exprimés    | 1 126        | 95,18        |        |        |

### Champagné
- Maire sortant : Erwan Cochet (FG)
- 27 sièges à pourvoir au conseil municipal (population légale 2017 : 3 876 habitants)
- 2 sièges à pourvoir au conseil communautaire (CU Le Mans Métropole)

| Tête de liste | Tête de liste       | Liste       | Premier tour | Premier tour | Sièges | Sièges |
| Tête de liste | Tête de liste       | Liste       | Voix         | %            | CM     | CC     |
| ------------- | ------------------- | ----------- | ------------ | ------------ | ------ | ------ |
|               | Patrick Desmazieres | DVD         | 781          | 50,06        | 21     | 2      |
|               | Erwan Cochet        | FG          | 779          | 49,93        | 6      | 0      |
|               |                     |             |              |              |        |        |
| Inscrits      | Inscrits            | Inscrits    | 2 556        | 100,00       |        |        |
| Abstentions   | Abstentions         | Abstentions | 971          | 37,99        |        |        |
| Votants       | Votants             | Votants     | 1 585        | 62,01        |        |        |
| Blancs        | Blancs              | Blancs      | 6            | 0,38         |        |        |
| Nuls          | Nuls                | Nuls        | 19           | 1,20         |        |        |
| Exprimés      | Exprimés            | Exprimés    | 1 560        | 98,42        |        |        |

### Changé
- Maire sortant : Joël Georges (FG)
- 29 sièges à pourvoir au conseil municipal (population légale 2017 : 6 519 habitants)
- 12 sièges à pourvoir au conseil communautaire (CC du Sud-Est du Pays Manceau)

| Tête de liste | Tête de liste       | Liste       | Premier tour | Premier tour | Sièges | Sièges |
| Tête de liste | Tête de liste       | Liste       | Voix         | %            | CM     | CC     |
| ------------- | ------------------- | ----------- | ------------ | ------------ | ------ | ------ |
|               | Yves-Marie Hervé    | DVG         | 1 358        | 64,39        | 24     | 10     |
|               | Christophe Besombes | DIV         | 751          | 35,60        | 5      | 2      |
|               |                     |             |              |              |        |        |
| Inscrits      | Inscrits            | Inscrits    | 5 471        | 100,00       |        |        |
| Abstentions   | Abstentions         | Abstentions | 3 224        | 58,93        |        |        |
| Votants       | Votants             | Votants     | 2 247        | 41,07        |        |        |
| Blancs        | Blancs              | Blancs      | 54           | 2,40         |        |        |
| Nuls          | Nuls                | Nuls        | 84           | 3,74         |        |        |
| Exprimés      | Exprimés            | Exprimés    | 2 109        | 93,86        |        |        |

### Cherré-Au
- Maire sortant : Michel Landais  (DVD)
- 27 sièges à pourvoir au conseil municipal (population légale 2017 : 2 698 habitants)
- 5 sièges à pourvoir au conseil communautaire (CC du Pays de l'Huisne Sarthoise)

| Tête de liste | Tête de liste | Liste       | Premier tour | Premier tour | Sièges | Sièges |
| Tête de liste | Tête de liste | Liste       | Voix         | %            | CM     | CC     |
| ------------- | ------------- | ----------- | ------------ | ------------ | ------ | ------ |
|               | Jannick Niel  |             | 773          | 100,00       | 27     | 5      |
|               |               |             |              |              |        |        |
| Inscrits      | Inscrits      | Inscrits    | 2 131        | 100,00       |        |        |
| Abstentions   | Abstentions   | Abstentions | 1 285        | 60,30        |        |        |
| Votants       | Votants       | Votants     | 846          | 39,70        |        |        |
| Blancs        | Blancs        | Blancs      | 27           | 3,19         |        |        |
| Nuls          | Nuls          | Nuls        | 46           | 5,44         |        |        |
| Exprimés      | Exprimés      | Exprimés    | 773          | 91,37        |        |        |

### Connerré
- Maire sortant : Christophe Chaudun (PS)
- 23 sièges à pourvoir au conseil municipal (population légale 2017 : 2 902 habitants)
- 4 sièges à pourvoir au conseil communautaire (CC Le Gesnois Bilurien)

| Tête de liste | Tête de liste   | Liste       | Premier tour | Premier tour | Sièges | Sièges |
| Tête de liste | Tête de liste   | Liste       | Voix         | %            | CM     | CC     |
| ------------- | --------------- | ----------- | ------------ | ------------ | ------ | ------ |
|               | Arnaud Mongella |             | 527          | 100,00       | 23     | 4      |
|               |                 |             |              |              |        |        |
| Inscrits      | Inscrits        | Inscrits    | 2 079        | 100,00       |        |        |
| Abstentions   | Abstentions     | Abstentions | 1 413        | 67,97        |        |        |
| Votants       | Votants         | Votants     | 666          | 32,03        |        |        |
| Blancs        | Blancs          | Blancs      | 28           | 4,20         |        |        |
| Nuls          | Nuls            | Nuls        | 111          | 16,67        |        |        |
| Exprimés      | Exprimés        | Exprimés    | 527          | 79,13        |        |        |

### Coulaines
- Maire sortant : Christophe Rouillon (PS)
- 29 sièges à pourvoir au conseil municipal (population légale 2017 : 7 423 habitants)
- 5 sièges à pourvoir au conseil communautaire (CU Le Mans Métropole)

| Tête de liste | Tête de liste       | Liste       | Premier tour | Premier tour | Sièges | Sièges |
| Tête de liste | Tête de liste       | Liste       | Voix         | %            | CM     | CC     |
| ------------- | ------------------- | ----------- | ------------ | ------------ | ------ | ------ |
|               | Christophe Rouillon | PS          | 1 251        | 80,65        | 27     | 5      |
|               | Michel Duchatelet   | FG          | 300          | 19,34        | 2      | 0      |
|               |                     |             |              |              |        |        |
| Inscrits      | Inscrits            | Inscrits    | 5 078        | 100,00       |        |        |
| Abstentions   | Abstentions         | Abstentions | 3 420        | 67,35        |        |        |
| Votants       | Votants             | Votants     | 1 658        | 32,65        |        |        |
| Blancs        | Blancs              | Blancs      | 51           | 3,08         |        |        |
| Nuls          | Nuls                | Nuls        | 56           | 3,38         |        |        |
| Exprimés      | Exprimés            | Exprimés    | 1 551        | 93,55        |        |        |

### Écommoy
- Maire sortant : Sébastien Gouhier (MoDem)
- 27 sièges à pourvoir au conseil municipal (population légale 2017 : 4 677 habitants)
- 7 sièges à pourvoir au conseil communautaire (CC d'Orée de Bercé - Belinois)

| Tête de liste            | Tête de liste            | Liste                    | Premier tour | Premier tour | Second tour | Second tour | Sièges | Sièges |
| Tête de liste            | Tête de liste            | Liste                    | Voix         | %            | Voix        | %           | CM     | CC     |
| ------------------------ | ------------------------ | ------------------------ | ------------ | ------------ | ----------- | ----------- | ------ | ------ |
|                          | Sébastien Gouhier        | MoDem                    | 729          | 48,34        | 716         | 51,17       | 21     | 6      |
|                          | Nicolas Halilou          | DVD                      | 500          | 33,15        | 471         | 33,66       | 4      | 1      |
|                          | Muriel Fiez              | DVD                      | 279          | 18,50        | 212         | 15,15       | 2      | 0      |
|                          |                          |                          |              |              |             |             |        |        |
| Votes exprimés           | Votes exprimés           | Votes exprimés           | 1 508        | 96,60        | 1 399       | 95,76       |        |        |
| Votes blancs             | Votes blancs             | Votes blancs             | 21           | 1,35         | 24          | 1,64        |        |        |
| Votes nuls               | Votes nuls               | Votes nuls               | 32           | 2,05         | 38          | 2,60        |        |        |
| Total                    | Total                    | Total                    | 1 561        | 100          | 1 461       | 100         | 27     | 7      |
| Abstention               | Abstention               | Abstention               | 1 958        | 55,64        | 2 070       | 58,62       |        |        |
| Inscrits / participation | Inscrits / participation | Inscrits / participation | 3 519        | 44,36        | 3 531       | 41,38       |        |        |

### Fresnay-sur-Sarthe
- Maire sortant : Fabienne Labrette-Ménager (LR)
- 27 sièges à pourvoir au conseil municipal (population légale 2017 : 2 970 habitants)
- 7 sièges à pourvoir au conseil communautaire (CC Haute Sarthe Alpes Mancelles)

| Tête de liste | Tête de liste             | Liste       | Premier tour | Premier tour | Sièges | Sièges |
| Tête de liste | Tête de liste             | Liste       | Voix         | %            | CM     | CC     |
| ------------- | ------------------------- | ----------- | ------------ | ------------ | ------ | ------ |
|               | Fabienne Labrette-Ménager | LR          | 651          | 100,00       | 27     | 7      |
|               |                           |             |              |              |        |        |
| Inscrits      | Inscrits                  | Inscrits    | 2 233        | 100,00       |        |        |
| Abstentions   | Abstentions               | Abstentions | 1 443        | 64,62        |        |        |
| Votants       | Votants                   | Votants     | 790          | 35,38        |        |        |
| Blancs        | Blancs                    | Blancs      | 44           | 5,57         |        |        |
| Nuls          | Nuls                      | Nuls        | 95           | 12,03        |        |        |
| Exprimés      | Exprimés                  | Exprimés    | 651          | 82,41        |        |        |

### Guécélard
- Maire sortant : Alain Viot (DVG)
- 23 sièges à pourvoir au conseil municipal (population légale 2017 : 3 019 habitants)
- 5 sièges à pourvoir au conseil communautaire (CC du Val de Sarthe)

| Tête de liste | Tête de liste  | Liste       | Premier tour | Premier tour | Sièges | Sièges |
| Tête de liste | Tête de liste  | Liste       | Voix         | %            | CM     | CC     |
| ------------- | -------------- | ----------- | ------------ | ------------ | ------ | ------ |
|               | Alain Viot     | DVG         | 595          | 51,55        | 18     | 4      |
|               | Yannick Heulin |             | 559          | 48,44        | 5      | 1      |
|               |                |             |              |              |        |        |
| Inscrits      | Inscrits       | Inscrits    | 2 424        | 100,00       |        |        |
| Abstentions   | Abstentions    | Abstentions | 1 241        | 51,20        |        |        |
| Votants       | Votants        | Votants     | 1 183        | 48,80        |        |        |
| Blancs        | Blancs         | Blancs      | 7            | 0,59         |        |        |
| Nuls          | Nuls           | Nuls        | 22           | 1,86         |        |        |
| Exprimés      | Exprimés       | Exprimés    | 1 154        | 97,55        |        |        |

### La Bazoge
- Maire sortant : Christian Baligand (DVD)
- 27 sièges à pourvoir au conseil municipal (population légale 2017 : 3 641 habitants)
- 6 sièges à pourvoir au conseil communautaire (CC Maine Cœur de Sarthe)

| Tête de liste | Tête de liste      | Liste       | Premier tour | Premier tour | Sièges | Sièges |
| Tête de liste | Tête de liste      | Liste       | Voix         | %            | CM     | CC     |
| ------------- | ------------------ | ----------- | ------------ | ------------ | ------ | ------ |
|               | Michel Lalande     | DVD         | 649          | 57,84        | 22     | 5      |
|               | François Deschamps | DVD         | 473          | 42,15        | 5      | 1      |
|               |                    |             |              |              |        |        |
| Inscrits      | Inscrits           | Inscrits    | 2 790        | 100,00       |        |        |
| Abstentions   | Abstentions        | Abstentions | 1 601        | 57,38        |        |        |
| Votants       | Votants            | Votants     | 1 189        | 42,62        |        |        |
| Blancs        | Blancs             | Blancs      | 23           | 1,93         |        |        |
| Nuls          | Nuls               | Nuls        | 44           | 3,70         |        |        |
| Exprimés      | Exprimés           | Exprimés    | 1 122        | 94,37        |        |        |

### La Chapelle-Saint-Aubin
- Maire sortant : Joël Le Bolu (DVD)
- 19 sièges à pourvoir au conseil municipal (population légale 2017 : 2 360 habitants)
- 1 sièges à pourvoir au conseil communautaire (CU Le Mans Métropole)

| Tête de liste            | Tête de liste            | Liste                    | Premier tour | Premier tour | Sièges | Sièges |
| Tête de liste            | Tête de liste            | Liste                    | Voix         | %            | CM     | CC     |
| ------------------------ | ------------------------ | ------------------------ | ------------ | ------------ | ------ | ------ |
|                          | Joël Le Bolu             | DVD                      | 663          | 100,00       | 19     | 1      |
|                          |                          |                          |              |              |        |        |
| Votes exprimés           | Votes exprimés           | Votes exprimés           | 663          | 92,99        |        |        |
| Votes blancs             | Votes blancs             | Votes blancs             | 18           | 2,52         |        |        |
| Votes nuls               | Votes nuls               | Votes nuls               | 32           | 4,49         |        |        |
| Total                    | Total                    | Total                    | 713          | 100          | 19     | 1      |
| Abstention               | Abstention               | Abstention               | 1 235        | 63,40        |        |        |
| Inscrits / participation | Inscrits / participation | Inscrits / participation | 1 948        | 36,60        |        |        |

### La Ferté-Bernard
- Maire sortant : Didier Reveau (UDI)
- 29 sièges à pourvoir au conseil municipal (population légale 2017 : 8 820 habitants)
- 16 sièges à pourvoir au conseil communautaire (CC du Pays de l'Huisne Sarthoise)

| Tête de liste | Tête de liste | Liste       | Premier tour | Premier tour | Sièges | Sièges |
| Tête de liste | Tête de liste | Liste       | Voix         | %            | CM     | CC     |
| ------------- | ------------- | ----------- | ------------ | ------------ | ------ | ------ |
|               | Didier Reveau | UDI         | 1 380        | 100,00       | 29     | 16     |
|               |               |             |              |              |        |        |
| Inscrits      | Inscrits      | Inscrits    | 6 049        | 100,00       |        |        |
| Abstentions   | Abstentions   | Abstentions | 4 511        | 74,57        |        |        |
| Votants       | Votants       | Votants     | 1 538        | 25,43        |        |        |
| Blancs        | Blancs        | Blancs      | 62           | 4,03         |        |        |
| Nuls          | Nuls          | Nuls        | 96           | 6,24         |        |        |
| Exprimés      | Exprimés      | Exprimés    | 1 380        | 89,73        |        |        |

### La Flèche
- Maire sortant : Guy-Michel Chauveau (PS)
- 33 sièges à pourvoir au conseil municipal (population légale 2017 : 14 956 habitants)
- 22 sièges à pourvoir au conseil communautaire (CC du Pays Fléchois)

| Tête de liste | Tête de liste           | Liste       | Premier tour | Premier tour | Sièges | Sièges |
| Tête de liste | Tête de liste           | Liste       | Voix         | %            | CM     | CC     |
| ------------- | ----------------------- | ----------- | ------------ | ------------ | ------ | ------ |
|               | Nadine Grelet-Certenais | PS          | 3 446        | 69,92        | 28     | 19     |
|               | Christophe Beaupère     | DVD         | 1 482        | 30,07        | 5      | 3      |
|               |                         |             |              |              |        |        |
| Inscrits      | Inscrits                | Inscrits    | 10 997       | 100,00       |        |        |
| Abstentions   | Abstentions             | Abstentions | 5 898        | 53,63        |        |        |
| Votants       | Votants                 | Votants     | 5 099        | 46,37        |        |        |
| Blancs        | Blancs                  | Blancs      | 56           | 1,10         |        |        |
| Nuls          | Nuls                    | Nuls        | 115          | 2,26         |        |        |
| Exprimés      | Exprimés                | Exprimés    | 4 928        | 96,65        |        |        |

### La Milesse
- Maire sortant : Claude Loriot (DVG)
- 23 sièges à pourvoir au conseil municipal (population légale 2017 : 2 640 habitants)
- 1 sièges à pourvoir au conseil communautaire (CU Le Mans Métropole)

| Tête de liste | Tête de liste | Liste       | Premier tour | Premier tour | Sièges | Sièges |
| Tête de liste | Tête de liste | Liste       | Voix         | %            | CM     | CC     |
| ------------- | ------------- | ----------- | ------------ | ------------ | ------ | ------ |
|               | Claude Loriot | DVG         | 576          | 100,00       | 23     | 2      |
|               |               |             |              |              |        |        |
| Inscrits      | Inscrits      | Inscrits    | 1 981        | 100,00       |        |        |
| Abstentions   | Abstentions   | Abstentions | 1 356        | 68,45        |        |        |
| Votants       | Votants       | Votants     | 625          | 31,55        |        |        |
| Blancs        | Blancs        | Blancs      | 21           | 3,36         |        |        |
| Nuls          | Nuls          | Nuls        | 26           | 4,48         |        |        |
| Exprimés      | Exprimés      | Exprimés    | 576          | 92,16        |        |        |

### La Suze-sur-Sarthe
- Maire sortant : Emmanuel d'Aillières (DVD)
- 27 sièges à pourvoir au conseil municipal (population légale 2017 : 4 463 habitants)
- 6 sièges à pourvoir au conseil communautaire (CC du Val de Sarthe)

| Tête de liste | Tête de liste        | Liste       | Premier tour | Premier tour | Sièges | Sièges |
| Tête de liste | Tête de liste        | Liste       | Voix         | %            | CM     | CC     |
| ------------- | -------------------- | ----------- | ------------ | ------------ | ------ | ------ |
|               | Emmanuel d'Aillières | DVD         | 770          | 100,00       | 27     | 6      |
|               |                      |             |              |              |        |        |
| Inscrits      | Inscrits             | Inscrits    | 3 521        | 100,00       |        |        |
| Abstentions   | Abstentions          | Abstentions | 2 583        | 73,36        |        |        |
| Votants       | Votants              | Votants     | 938          | 26,64        |        |        |
| Blancs        | Blancs               | Blancs      | 91           | 9,70         |        |        |
| Nuls          | Nuls                 | Nuls        | 77           | 8,21         |        |        |
| Exprimés      | Exprimés             | Exprimés    | 770          | 82,09        |        |        |

### Laigné-en-Belin
- Maire sortant : Nathalie Dupont (DVD)
- 19 sièges à pourvoir au conseil municipal (population légale 2017 : 2 353 habitants)
- 3 sièges à pourvoir au conseil communautaire (CC d'Orée de Bercé - Belinois)

| Tête de liste            | Tête de liste            | Liste                    | Premier tour | Premier tour | Sièges | Sièges |
| Tête de liste            | Tête de liste            | Liste                    | Voix         | %            | CM     | CC     |
| ------------------------ | ------------------------ | ------------------------ | ------------ | ------------ | ------ | ------ |
|                          | Nathalie Dupont          | DVD                      | 530          | 100,00       | 19     | 3      |
|                          |                          |                          |              |              |        |        |
| Votes exprimés           | Votes exprimés           | Votes exprimés           | 530          | 88,19        |        |        |
| Votes blancs             | Votes blancs             | Votes blancs             | 11           | 1,83         |        |        |
| Votes nuls               | Votes nuls               | Votes nuls               | 60           | 9,98         |        |        |
| Total                    | Total                    | Total                    | 601          | 100          | 19     | 3      |
| Abstention               | Abstention               | Abstention               | 1 261        | 67,72        |        |        |
| Inscrits / participation | Inscrits / participation | Inscrits / participation | 1 862        | 32,28        |        |        |

### Le Lude
- Maire sortant : Béatrice Latouche (DVD)
- 29 sièges à pourvoir au conseil municipal (population légale 2017 : 4 255 habitants)
- 7 sièges à pourvoir au conseil communautaire (CC Sud Sarthe)

| Tête de liste | Tête de liste     | Liste       | Premier tour | Premier tour | Sièges | Sièges |
| Tête de liste | Tête de liste     | Liste       | Voix         | %            | CM     | CC     |
| ------------- | ----------------- | ----------- | ------------ | ------------ | ------ | ------ |
|               | Béatrice Latouche | DVD         | 750          | 58,86        | 23     | 6      |
|               | Roland Frizon     | DVG         | 524          | 41,13        | 6      | 1      |
|               |                   |             |              |              |        |        |
| Inscrits      | Inscrits          | Inscrits    | 3 369        | 100,00       |        |        |
| Abstentions   | Abstentions       | Abstentions | 1 992        | 59,13        |        |        |
| Votants       | Votants           | Votants     | 1 377        | 40,87        |        |        |
| Blancs        | Blancs            | Blancs      | 33           | 2,40         |        |        |
| Nuls          | Nuls              | Nuls        | 70           | 5,08         |        |        |
| Exprimés      | Exprimés          | Exprimés    | 1 274        | 92,52        |        |        |

### Le Mans
- Maire sortant : Stéphane Le Foll (PS)
- 55 sièges à pourvoir au conseil municipal (population légale 2017 : 142 946 habitants)
- 37 sièges à pourvoir au conseil communautaire (CU Le Mans Métropole)

| Tête de liste            | Tête de liste                | Liste                    | Premier tour | Premier tour | Second tour | Second tour | Sièges | Sièges |
| Tête de liste            | Tête de liste                | Liste                    | Voix         | %            | Voix        | %           | CM     | CC     |
| ------------------------ | ---------------------------- | ------------------------ | ------------ | ------------ | ----------- | ----------- | ------ | ------ |
|                          | Stéphane Le Foll             | PS                       | 13 492       | 41,99        | 14 317      | 63,14       | 45     | 30     |
|                          | Isabelle Sévère              | EELV-G·s-CAP21-GÉ        | 3 207        | 9,98         | 14 317      | 63,14       | 45     | 30     |
|                          | Marietta Karamanli           | DVG                      | 4 256        | 13,24        | 8 357       | 36,85       | 10     | 7      |
|                          | Emmanuel Bilquez             | LR                       | 2 739        | 8,52         |             |             |        |        |
|                          | Gilles Guerchet              | LREM                     | 2 253        | 7,01         |             |             |        |        |
|                          | Louis de Cacqueray-Valmenier | RN                       | 1 945        | 6,05         |             |             |        |        |
|                          | Marie James                  | LFI-PCF-E!               | 1 770        | 5,50         |             |             |        |        |
|                          | Audrey Dolo-Canal            |                          | 1 559        | 4,85         |             |             |        |        |
|                          | Julien Geffard               |                          | 688          | 2,14         |             |             |        |        |
|                          | Yves Cheère                  | LO                       | 217          | 0,67         |             |             |        |        |
|                          |                              |                          |              |              |             |             |        |        |
| Votes exprimés           | Votes exprimés               | Votes exprimés           | 32 126       | 98,20        | 22 674      | 93,56       |        |        |
| Votes blancs             | Votes blancs                 | Votes blancs             | 590          | 1,80         | 1 560       | 6,44        |        |        |
| Votes nuls               | Votes nuls                   | Votes nuls               | 0            | 0,00         | 0           | 0           |        |        |
| Total                    | Total                        | Total                    | 32 716       | 100          | 24 234      | 100         | 55     | 37     |
| Abstention               | Abstention                   | Abstention               | 57 064       | 63,56        | 65 532      | 73,00       |        |        |
| Inscrits / participation | Inscrits / participation     | Inscrits / participation | 89 780       | 36,44        | 89 766      | 27,00       |        |        |

### Loir en Vallée
- Maire sortant : Galiène Cohu (DVD)
- 23 sièges à pourvoir au conseil municipal (population légale 2017 : 2 173 habitants)
- 4 sièges à pourvoir au conseil communautaire (CC Loir-Lucé-Bercé)

| Tête de liste            | Tête de liste            | Liste                    | Premier tour | Premier tour | Sièges | Sièges |
| Tête de liste            | Tête de liste            | Liste                    | Voix         | %            | CM     | CC     |
| ------------------------ | ------------------------ | ------------------------ | ------------ | ------------ | ------ | ------ |
|                          | Galiène Cohu             | DVD                      | 531          | 100,00       | 23     | 4      |
|                          |                          |                          |              |              |        |        |
| Votes exprimés           | Votes exprimés           | Votes exprimés           | 531          | 73,14        |        |        |
| Votes blancs             | Votes blancs             | Votes blancs             | 41           | 5,65         |        |        |
| Votes nuls               | Votes nuls               | Votes nuls               | 154          | 21,21        |        |        |
| Total                    | Total                    | Total                    | 726          | 100          | 23     | 4      |
| Abstention               | Abstention               | Abstention               | 906          | 55,51        |        |        |
| Inscrits / participation | Inscrits / participation | Inscrits / participation | 1 632        | 44,49        |        |        |

### Loué
- Maire sortant : Dominique Croyeau (DVG)
- 19 sièges à pourvoir au conseil municipal (population légale 2017 : 2 135 habitants)
- 5 sièges à pourvoir au conseil communautaire (LBN Communauté)

| Tête de liste            | Tête de liste            | Liste                    | Premier tour | Premier tour | Sièges | Sièges |
| Tête de liste            | Tête de liste            | Liste                    | Voix         | %            | CM     | CC     |
| ------------------------ | ------------------------ | ------------------------ | ------------ | ------------ | ------ | ------ |
|                          | Anthony Mussard          |                          | 543          | 62,19        | 16     | 4      |
|                          | Catherine Paineau        |                          | 330          | 37,80        | 3      | 1      |
|                          |                          |                          |              |              |        |        |
| Votes exprimés           | Votes exprimés           | Votes exprimés           | 873          | 97,11        |        |        |
| Votes blancs             | Votes blancs             | Votes blancs             | 13           | 1,45         |        |        |
| Votes nuls               | Votes nuls               | Votes nuls               | 13           | 1,45         |        |        |
| Total                    | Total                    | Total                    | 899          | 100          | 19     | 5      |
| Abstention               | Abstention               | Abstention               | 610          | 40,42        |        |        |
| Inscrits / participation | Inscrits / participation | Inscrits / participation | 1 509        | 59,58        |        |        |

### Mamers
- Maire sortant : Frédéric Beauchef (LR)
- 29 sièges à pourvoir au conseil municipal (population légale 2017 : 5 299 habitants)
- 10 sièges à pourvoir au conseil communautaire (CC Maine Saosnois)

| Tête de liste | Tête de liste     | Liste       | Premier tour | Premier tour | Sièges | Sièges |
| Tête de liste | Tête de liste     | Liste       | Voix         | %            | CM     | CC     |
| ------------- | ----------------- | ----------- | ------------ | ------------ | ------ | ------ |
|               | Frédéric Beauchef | LR          | 938          | 100          | 29     | 10     |
|               |                   |             |              |              |        |        |
| Inscrits      | Inscrits          | Inscrits    | 3 505        | 100,00       |        |        |
| Abstentions   | Abstentions       | Abstentions | 2 419        | 69,02        |        |        |
| Votants       | Votants           | Votants     | 1 086        | 30,98        |        |        |
| Blancs        | Blancs            | Blancs      | 54           | 4,97         |        |        |
| Nuls          | Nuls              | Nuls        | 94           | 8,66         |        |        |
| Exprimés      | Exprimés          | Exprimés    | 938          | 86,37        |        |        |

### Marolles-les-Braults
- Maire sortant : Jean-Michel Lefebvre (DVD)
- 23 sièges à pourvoir au conseil municipal (population légale 2017 : 2 205 habitants)
- 4 sièges à pourvoir au conseil communautaire (CC Maine Saosnois)

| Tête de liste            | Tête de liste            | Liste                    | Premier tour | Premier tour | Sièges | Sièges |
| Tête de liste            | Tête de liste            | Liste                    | Voix         | %            | CM     | CC     |
| ------------------------ | ------------------------ | ------------------------ | ------------ | ------------ | ------ | ------ |
|                          | Francis Belluau          |                          | 581          | 65,13        | 19     | 3      |
|                          | Christelle Deroye        |                          | 311          | 34,86        | 4      | 1      |
|                          |                          |                          |              |              |        |        |
| Votes exprimés           | Votes exprimés           | Votes exprimés           | 892          | 95,30        |        |        |
| Votes blancs             | Votes blancs             | Votes blancs             | 13           | 1,39         |        |        |
| Votes nuls               | Votes nuls               | Votes nuls               | 31           | 3,31         |        |        |
| Total                    | Total                    | Total                    | 936          | 100          | 23     | 4      |
| Abstention               | Abstention               | Abstention               | 671          | 41,75        |        |        |
| Inscrits / participation | Inscrits / participation | Inscrits / participation | 1 607        | 58,25        |        |        |

### Mayet
- Maire sortant : Jean-Paul Beaudouin (DVD)
- 23 sièges à pourvoir au conseil municipal (population légale 2017 : 3 138 habitants)
- 5 sièges à pourvoir au conseil communautaire (CC Sud Sarthe)

| Tête de liste | Tête de liste             | Liste       | Premier tour | Premier tour | Sièges | Sièges |
| Tête de liste | Tête de liste             | Liste       | Voix         | %            | CM     | CC     |
| ------------- | ------------------------- | ----------- | ------------ | ------------ | ------ | ------ |
|               | Pierre Ouvrard            |             | 693          | 59,43        | 19     | 4      |
|               | Jean-François Chapellière |             | 473          | 40,56        | 4      | 1      |
|               |                           |             |              |              |        |        |
| Inscrits      | Inscrits                  | Inscrits    | 2 332        | 100,00       |        |        |
| Abstentions   | Abstentions               | Abstentions | 1 128        | 48,37        |        |        |
| Votants       | Votants                   | Votants     | 1 204        | 51,63        |        |        |
| Blancs        | Blancs                    | Blancs      | 20           | 1,66         |        |        |
| Nuls          | Nuls                      | Nuls        | 18           | 1,50         |        |        |
| Exprimés      | Exprimés                  | Exprimés    | 1 166        | 96,84        |        |        |

### Moncé-en-Belin
- Maire sortant : Didier Pean (SE)
- 27 sièges à pourvoir au conseil municipal (population légale 2017 : 3 670 habitants)
- 5 sièges à pourvoir au conseil communautaire (CC d'Orée de Bercé - Belinois)

| Tête de liste | Tête de liste | Liste       | Premier tour | Premier tour | Sièges | Sièges |
| Tête de liste | Tête de liste | Liste       | Voix         | %            | CM     | CC     |
| ------------- | ------------- | ----------- | ------------ | ------------ | ------ | ------ |
|               | Irène Boyer   | DVC         | 740          | 59,01        | 22     | 4      |
|               | Didier Pean   | DVD         | 514          | 40,98        | 5      | 1      |
|               |               |             |              |              |        |        |
| Inscrits      | Inscrits      | Inscrits    | 2 708        | 100,00       |        |        |
| Abstentions   | Abstentions   | Abstentions | 1 428        | 52,73        |        |        |
| Votants       | Votants       | Votants     | 1 280        | 47,27        |        |        |
| Blancs        | Blancs        | Blancs      | 13           | 1,02         |        |        |
| Nuls          | Nuls          | Nuls        | 13           | 1,02         |        |        |
| Exprimés      | Exprimés      | Exprimés    | 1 254        | 97,97        |        |        |

### Montfort-le-Gesnois
- Maire sortant : Paul Glinche (DVD)
- 23 sièges à pourvoir au conseil municipal (population légale 2017 : 2 973 habitants)
- 4 sièges à pourvoir au conseil communautaire (CC Le Gesnois Bilurien)

| Tête de liste | Tête de liste   | Liste       | Premier tour | Premier tour | Sièges | Sièges |
| Tête de liste | Tête de liste   | Liste       | Voix         | %            | CM     | CC     |
| ------------- | --------------- | ----------- | ------------ | ------------ | ------ | ------ |
|               | Anthony Trifaut |             | 600          | 50,16        | 18     | 3      |
|               | Philippe Plecis | DVG         | 596          | 49,83        | 5      | 1      |
|               |                 |             |              |              |        |        |
| Inscrits      | Inscrits        | Inscrits    | 2 266        | 100,00       |        |        |
| Abstentions   | Abstentions     | Abstentions | 1 038        | 45,81        |        |        |
| Votants       | Votants         | Votants     | 1 228        | 54,19        |        |        |
| Blancs        | Blancs          | Blancs      | 11           | 0,90         |        |        |
| Nuls          | Nuls            | Nuls        | 21           | 1,71         |        |        |
| Exprimés      | Exprimés        | Exprimés    | 1 196        | 97,39        |        |        |

### Montval-sur-Loir
- Maire sortant : Béatrice Pavy (LR)
- 33 sièges à pourvoir au conseil municipal (population légale 2017 : 6 124 habitants)
- 9 sièges à pourvoir au conseil communautaire (CC Loir-Lucé-Bercé)

| Tête de liste | Tête de liste  | Liste       | Premier tour | Premier tour | Sièges | Sièges |
| Tête de liste | Tête de liste  | Liste       | Voix         | %            | CM     | CC     |
| ------------- | -------------- | ----------- | ------------ | ------------ | ------ | ------ |
|               | Hervé Roncière | DVC         | 1 012        | 100,00       | 33     | 9      |
|               |                |             |              |              |        |        |
| Inscrits      | Inscrits       | Inscrits    | 4 241        | 100,00       |        |        |
| Abstentions   | Abstentions    | Abstentions | 3 009        | 70,95        |        |        |
| Votants       | Votants        | Votants     | 1 232        | 29,05        |        |        |
| Blancs        | Blancs         | Blancs      | 80           | 6,49         |        |        |
| Nuls          | Nuls           | Nuls        | 140          | 11,36        |        |        |
| Exprimés      | Exprimés       | Exprimés    | 1 012        | 82,14        |        |        |

### Mulsanne
- Maire sortant : Jean-Yves Lecoq (DVD)
- 29 sièges à pourvoir au conseil municipal (population légale 2017 : 5 238 habitants)
- 3 sièges à pourvoir au conseil communautaire (CU Le Mans Métropole)

| Tête de liste | Tête de liste   | Liste       | Premier tour | Premier tour | Sièges | Sièges |
| Tête de liste | Tête de liste   | Liste       | Voix         | %            | CM     | CC     |
| ------------- | --------------- | ----------- | ------------ | ------------ | ------ | ------ |
|               | Jean-Yves Lecoq | DIV         | 1 168        | 100,00       | 29     | 3      |
|               |                 |             |              |              |        |        |
| Inscrits      | Inscrits        | Inscrits    | 4 178        | 100,00       |        |        |
| Abstentions   | Abstentions     | Abstentions | 2 897        | 69,34        |        |        |
| Votants       | Votants         | Votants     | 1 281        | 30,66        |        |        |
| Blancs        | Blancs          | Blancs      | 63           | 4,92         |        |        |
| Nuls          | Nuls            | Nuls        | 50           | 3,90         |        |        |
| Exprimés      | Exprimés        | Exprimés    | 1 168        | 91,18        |        |        |

### Neuville-sur-Sarthe
- Maire sortant : Véronique Cantin (DVD)
- 19 sièges à pourvoir au conseil municipal (population légale 2017 : 2 421 habitants)
- 4 sièges à pourvoir au conseil communautaire (CC Maine Cœur de Sarthe)

| Tête de liste | Tête de liste    | Liste       | Premier tour | Premier tour | Sièges | Sièges |
| Tête de liste | Tête de liste    | Liste       | Voix         | %            | CM     | CC     |
| ------------- | ---------------- | ----------- | ------------ | ------------ | ------ | ------ |
|               | Véronique Cantin | DVD         | 713          | 100,00       | 19     | 4      |
|               |                  |             |              |              |        |        |
| Inscrits      | Inscrits         | Inscrits    | 1 987        | 100,00       |        |        |
| Abstentions   | Abstentions      | Abstentions | 1 175        | 59,13        |        |        |
| Votants       | Votants          | Votants     | 812          | 40,87        |        |        |
| Blancs        | Blancs           | Blancs      | 36           | 4,43         |        |        |
| Nuls          | Nuls             | Nuls        | 63           | 7,76         |        |        |
| Exprimés      | Exprimés         | Exprimés    | 713          | 87,81        |        |        |

### Noyen-sur-Sarthe
- Maire sortant : Jean-Louis Morice (DVG)
- 23 sièges à pourvoir au conseil municipal (population légale 2017 : 2 611 habitants)
- 6 sièges à pourvoir au conseil communautaire (LBN Communauté)

| Tête de liste | Tête de liste     | Liste       | Premier tour | Premier tour | Sièges | Sièges |
| Tête de liste | Tête de liste     | Liste       | Voix         | %            | CM     | CC     |
| ------------- | ----------------- | ----------- | ------------ | ------------ | ------ | ------ |
|               | Jean-Louis Morice | DVG         | 651          | 100,00       | 23     | 6      |
|               |                   |             |              |              |        |        |
| Inscrits      | Inscrits          | Inscrits    | 1 911        | 100,00       |        |        |
| Abstentions   | Abstentions       | Abstentions | 1 182        | 61,85        |        |        |
| Votants       | Votants           | Votants     | 729          | 38,15        |        |        |
| Blancs        | Blancs            | Blancs      | 20           | 2,74         |        |        |
| Nuls          | Nuls              | Nuls        | 58           | 7,96         |        |        |
| Exprimés      | Exprimés          | Exprimés    | 651          | 89,30        |        |        |

### Parcé-sur-Sarthe
- Maire sortant : Michel Gendry (DVD)
- 19 sièges à pourvoir au conseil municipal (population légale 2017 : 2 100 habitants)
- 3 sièges à pourvoir au conseil communautaire (CC du Pays Sabolien)

| Tête de liste            | Tête de liste            | Liste                    | Premier tour | Premier tour | Sièges | Sièges |
| Tête de liste            | Tête de liste            | Liste                    | Voix         | %            | CM     | CC     |
| ------------------------ | ------------------------ | ------------------------ | ------------ | ------------ | ------ | ------ |
|                          | Michel Gendry            | DVD                      | 417          | 100,00       | 19     | 3      |
|                          |                          |                          |              |              |        |        |
| Votes exprimés           | Votes exprimés           | Votes exprimés           | 417          | 81,93        |        |        |
| Votes blancs             | Votes blancs             | Votes blancs             | 25           | 4,91         |        |        |
| Votes nuls               | Votes nuls               | Votes nuls               | 67           | 13,16        |        |        |
| Total                    | Total                    | Total                    | 509          | 100          | 19     | 3      |
| Abstention               | Abstention               | Abstention               | 1 119        | 68,73        |        |        |
| Inscrits / participation | Inscrits / participation | Inscrits / participation | 1 628        | 31,27        |        |        |

### Parigné-l'Évêque
- Maire sortant : Nathalie Morgant (PS)
- 29 sièges à pourvoir au conseil municipal (population légale 2017 : 5 086 habitants)
- 9 sièges à pourvoir au conseil communautaire (CC du Sud-Est du Pays Manceau)

| Tête de liste | Tête de liste    | Liste       | Premier tour | Premier tour | Sièges | Sièges |
| Tête de liste | Tête de liste    | Liste       | Voix         | %            | CM     | CC     |
| ------------- | ---------------- | ----------- | ------------ | ------------ | ------ | ------ |
|               | Nathalie Morgant | PS          | 868          | 100,00       | 29     | 9      |
|               |                  |             |              |              |        |        |
| Inscrits      | Inscrits         | Inscrits    | 3 937        | 100,00       |        |        |
| Abstentions   | Abstentions      | Abstentions | 2 829        | 71,86        |        |        |
| Votants       | Votants          | Votants     | 1 108        | 28,14        |        |        |
| Blancs        | Blancs           | Blancs      | 90           | 8,12         |        |        |
| Nuls          | Nuls             | Nuls        | 150          | 13,54        |        |        |
| Exprimés      | Exprimés         | Exprimés    | 868          | 78,34        |        |        |

### Précigné
- Maire sortant : Jean-François Zalesny (DVD)
- 23 sièges à pourvoir au conseil municipal (population légale 2017 : 2 973 habitants)
- 4 sièges à pourvoir au conseil communautaire (CC du Pays Sabolien)

| Tête de liste | Tête de liste         | Liste       | Premier tour | Premier tour | Sièges | Sièges |
| Tête de liste | Tête de liste         | Liste       | Voix         | %            | CM     | CC     |
| ------------- | --------------------- | ----------- | ------------ | ------------ | ------ | ------ |
|               | Jean-François Zalesny | DVD         | 540          | 100,00       | 23     | 4      |
|               |                       |             |              |              |        |        |
| Inscrits      | Inscrits              | Inscrits    | 2 129        | 100,00       |        |        |
| Abstentions   | Abstentions           | Abstentions | 1 418        | 66,60        |        |        |
| Votants       | Votants               | Votants     | 711          | 33,40        |        |        |
| Blancs        | Blancs                | Blancs      | 60           | 8,44         |        |        |
| Nuls          | Nuls                  | Nuls        | 111          | 15,61        |        |        |
| Exprimés      | Exprimés              | Exprimés    | 540          | 75,95        |        |        |

### Roëzé-sur-Sarthe
- Maire sortant : Catherine Taureau (DVD)
- 23 sièges à pourvoir au conseil municipal (population légale 2017 : 2 626 habitants)
- 4 sièges à pourvoir au conseil communautaire (CC du Val de Sarthe)

| Tête de liste | Tête de liste     | Liste       | Premier tour | Premier tour | Sièges | Sièges |
| Tête de liste | Tête de liste     | Liste       | Voix         | %            | CM     | CC     |
| ------------- | ----------------- | ----------- | ------------ | ------------ | ------ | ------ |
|               | Catherine Taureau | DVD         | 497          | 100,00       | 23     | 4      |
|               |                   |             |              |              |        |        |
| Inscrits      | Inscrits          | Inscrits    | 2 176        | 100,00       |        |        |
| Abstentions   | Abstentions       | Abstentions | 1 459        | 67,05        |        |        |
| Votants       | Votants           | Votants     | 717          | 32,95        |        |        |
| Blancs        | Blancs            | Blancs      | 129          | 17,99        |        |        |
| Nuls          | Nuls              | Nuls        | 91           | 12,69        |        |        |
| Exprimés      | Exprimés          | Exprimés    | 497          | 69,32        |        |        |

### Rouillon
- Maire sortant : Gilles Josselin (DVD)
- 19 sièges à pourvoir au conseil municipal (population légale 2017 : 2 259 habitants)
- 1 sièges à pourvoir au conseil communautaire (CU Le Mans Métropole)

| Tête de liste            | Tête de liste            | Liste                    | Premier tour | Premier tour | Sièges | Sièges |
| Tête de liste            | Tête de liste            | Liste                    | Voix         | %            | CM     | CC     |
| ------------------------ | ------------------------ | ------------------------ | ------------ | ------------ | ------ | ------ |
|                          | Laurent Paris            |                          | 614          | 100,00       | 19     | 2      |
|                          |                          |                          |              |              |        |        |
| Votes exprimés           | Votes exprimés           | Votes exprimés           | 614          | 91,78        |        |        |
| Votes blancs             | Votes blancs             | Votes blancs             | 30           | 4,48         |        |        |
| Votes nuls               | Votes nuls               | Votes nuls               | 25           | 3,74         |        |        |
| Total                    | Total                    | Total                    | 669          | 100          | 19     | 2      |
| Abstention               | Abstention               | Abstention               | 1 305        | 66,11        |        |        |
| Inscrits / participation | Inscrits / participation | Inscrits / participation | 1 974        | 33,89        |        |        |

### Ruaudin
- Maire sortant : Samuel Chevallier (UDI)
- 23 sièges à pourvoir au conseil municipal (population légale 2017 : 3 418 habitants)
- 2 sièges à pourvoir au conseil communautaire (CU Le Mans Métropole)

| Tête de liste | Tête de liste | Liste       | Premier tour | Premier tour | Sièges | Sièges |
| Tête de liste | Tête de liste | Liste       | Voix         | %            | CM     | CC     |
| ------------- | ------------- | ----------- | ------------ | ------------ | ------ | ------ |
|               | Carole Heulot | DIV         | 697          | 63,30        | 19     | 2      |
|               | Claude Gasnot | DIV         | 404          | 36,69        | 4      | 0      |
|               |               |             |              |              |        |        |
| Inscrits      | Inscrits      | Inscrits    | 2 771        | 100,00       |        |        |
| Abstentions   | Abstentions   | Abstentions | 1 626        | 58,68        |        |        |
| Votants       | Votants       | Votants     | 1 145        | 41,32        |        |        |
| Blancs        | Blancs        | Blancs      | 23           | 2,01         |        |        |
| Nuls          | Nuls          | Nuls        | 21           | 1,83         |        |        |
| Exprimés      | Exprimés      | Exprimés    | 1 101        | 96,16        |        |        |

### Sablé-sur-Sarthe
- Maire sortant : Marc Joulaud (LR)
- 33 sièges à pourvoir au conseil municipal (population légale 2017 : 12 220 habitants)
- 16 sièges à pourvoir au conseil communautaire (CC du Pays Sabolien)

| Tête de liste            | Tête de liste            | Liste                    | Premier tour | Premier tour | Second tour | Second tour | Sièges | Sièges |
| Tête de liste            | Tête de liste            | Liste                    | Voix         | %            | Voix        | %           | CM     | CC     |
| ------------------------ | ------------------------ | ------------------------ | ------------ | ------------ | ----------- | ----------- | ------ | ------ |
|                          | Nicolas Leudière         | DIV                      | 1 245        | 43,94        | 1 472       | 47,96       | 25     | 12     |
|                          | Marc Joulaud             | LR                       | 1 106        | 39,03        | 1 339       | 43,62       | 7      | 4      |
|                          | Rémi Mareau              | DVG                      | 323          | 11,40        | 258         | 8,40        | 1      | 0      |
|                          | Jean-Luc Ballot          | LREM                     | 159          | 5,61         |             |             |        |        |
|                          |                          |                          |              |              |             |             |        |        |
| Votes exprimés           | Votes exprimés           | Votes exprimés           | 2 833        | 93,81        | 3 069       | 97,37       |        |        |
| Votes blancs             | Votes blancs             | Votes blancs             | 62           | 2,05         | 23          | 0,73        |        |        |
| Votes nuls               | Votes nuls               | Votes nuls               | 125          | 4,14         | 60          | 1,90        |        |        |
| Total                    | Total                    | Total                    | 3 020        | 100          | 3 152       | 100         | 33     | 16     |
| Abstention               | Abstention               | Abstention               | 4 876        | 61,75        | 4 754       | 60,13       |        |        |
| Inscrits / participation | Inscrits / participation | Inscrits / participation | 7 896        | 38,25        | 7 906       | 39,87       |        |        |

### Saint-Calais
- Maire sortant : Léonard Gaschet (DVD)
- 23 sièges à pourvoir au conseil municipal (population légale 2017 : 3 236 habitants)
- 7 sièges à pourvoir au conseil communautaire (CC des Vallées de la Braye et de l'Anille)

| Tête de liste            | Tête de liste            | Liste                    | Premier tour | Premier tour | Second tour | Second tour | Sièges | Sièges |
| Tête de liste            | Tête de liste            | Liste                    | Voix         | %            | Voix        | %           | CM     | CC     |
| ------------------------ | ------------------------ | ------------------------ | ------------ | ------------ | ----------- | ----------- | ------ | ------ |
|                          | Marc Mercier             | DIV                      | 501          | 47,35        | 576         | 52,84       | 18     | 6      |
|                          | Joël Parant              | DVD                      | 373          | 35,25        | 377         | 34,58       | 4      | 1      |
|                          | Jean-Marie Janvier       | DIV                      | 184          | 17,39        | 137         | 12,56       | 1      | 0      |
|                          |                          |                          |              |              |             |             |        |        |
| Votes exprimés           | Votes exprimés           | Votes exprimés           | 1 058        | 96,89        | 1 090       | 97,76       |        |        |
| Votes blancs             | Votes blancs             | Votes blancs             | 8            | 0,73         | 10          | 0,90        |        |        |
| Votes nuls               | Votes nuls               | Votes nuls               | 26           | 2,38         | 15          | 1,35        |        |        |
| Total                    | Total                    | Total                    | 1 092        | 100          | 1 115       | 100         | 23     | 7      |
| Abstention               | Abstention               | Abstention               | 1 017        | 48,22        | 994         | 47,13       |        |        |
| Inscrits / participation | Inscrits / participation | Inscrits / participation | 2 109        | 51,78        | 2 109       | 52,87       |        |        |

### Saint-Georges-du-Bois
- Maire sortant : Franck Breteau (DVD)
- 19 sièges à pourvoir au conseil municipal (population légale 2017 : 2 121 habitants)
- 1 sièges à pourvoir au conseil communautaire (CU Le Mans Métropole)

| Tête de liste            | Tête de liste            | Liste                    | Premier tour | Premier tour | Sièges | Sièges |
| Tête de liste            | Tête de liste            | Liste                    | Voix         | %            | CM     | CC     |
| ------------------------ | ------------------------ | ------------------------ | ------------ | ------------ | ------ | ------ |
|                          | Franck Breteau           | DVD                      | 525          | 100,00       | 19     | 1      |
|                          |                          |                          |              |              |        |        |
| Votes exprimés           | Votes exprimés           | Votes exprimés           | 525          | 86,21        |        |        |
| Votes blancs             | Votes blancs             | Votes blancs             | 42           | 6,90         |        |        |
| Votes nuls               | Votes nuls               | Votes nuls               | 42           | 6,90         |        |        |
| Total                    | Total                    | Total                    | 609          | 100          | 19     | 1      |
| Abstention               | Abstention               | Abstention               | 1 123        | 64,84        |        |        |
| Inscrits / participation | Inscrits / participation | Inscrits / participation | 1 732        | 35,16        |        |        |

### Saint-Gervais-en-Belin
- Maire sortant : Bruno Lecomte (PS)
- 19 sièges à pourvoir au conseil municipal (population légale 2017 : 2 076 habitants)
- 3 sièges à pourvoir au conseil communautaire (CC d'Orée de Bercé - Belinois)

| Tête de liste            | Tête de liste            | Liste                    | Premier tour | Premier tour | Sièges | Sièges |
| Tête de liste            | Tête de liste            | Liste                    | Voix         | %            | CM     | CC     |
| ------------------------ | ------------------------ | ------------------------ | ------------ | ------------ | ------ | ------ |
|                          | Mathilde Plu             | DIV                      | 471          | 100,00       | 19     | 3      |
|                          |                          |                          |              |              |        |        |
| Votes exprimés           | Votes exprimés           | Votes exprimés           | 471          | 91,10        |        |        |
| Votes blancs             | Votes blancs             | Votes blancs             | 16           | 3,09         |        |        |
| Votes nuls               | Votes nuls               | Votes nuls               | 30           | 5,80         |        |        |
| Total                    | Total                    | Total                    | 517          | 100          | 19     | 3      |
| Abstention               | Abstention               | Abstention               | 1 194        | 69,78        |        |        |
| Inscrits / participation | Inscrits / participation | Inscrits / participation | 1 711        | 30,22        |        |        |

### Saint-Mars-d'Outillé
- Maire sortant : Laurent Taupin (DVD)
- 19 sièges à pourvoir au conseil municipal (population légale 2017 : 2 418 habitants)
- 5 sièges à pourvoir au conseil communautaire (CC du Sud-Est du Pays Manceau)

| Tête de liste            | Tête de liste            | Liste                    | Premier tour | Premier tour | Sièges | Sièges |
| Tête de liste            | Tête de liste            | Liste                    | Voix         | %            | CM     | CC     |
| ------------------------ | ------------------------ | ------------------------ | ------------ | ------------ | ------ | ------ |
|                          | Laurent Taupin           | DVD                      | 587          | 74,96        | 17     | 5      |
|                          | Stéphanie Philippe       | DIV                      | 196          | 25,03        | 2      | 0      |
|                          |                          |                          |              |              |        |        |
| Votes exprimés           | Votes exprimés           | Votes exprimés           | 783          | 94,11        |        |        |
| Votes blancs             | Votes blancs             | Votes blancs             | 15           | 1,80         |        |        |
| Votes nuls               | Votes nuls               | Votes nuls               | 34           | 4,09         |        |        |
| Total                    | Total                    | Total                    | 832          | 100          | 19     | 5      |
| Abstention               | Abstention               | Abstention               | 998          | 54,54        |        |        |
| Inscrits / participation | Inscrits / participation | Inscrits / participation | 1 830        | 45,46        |        |        |

### Saint-Mars-la-Brière
- Maire sortant : Patrice Vernhettes (DVG)
- 23 sièges à pourvoir au conseil municipal (population légale 2017 : 2 688 habitants)
- 3 sièges à pourvoir au conseil communautaire (CC Le Gesnois Bilurien)

| Tête de liste | Tête de liste      | Liste       | Premier tour | Premier tour | Sièges | Sièges |
| Tête de liste | Tête de liste      | Liste       | Voix         | %            | CM     | CC     |
| ------------- | ------------------ | ----------- | ------------ | ------------ | ------ | ------ |
|               | Patrice Vernhettes | DVG         | 502          | 53,92        | 18     | 2      |
|               | Jackie Surut       | DIV         | 429          | 46,07        | 5      | 1      |
|               |                    |             |              |              |        |        |
| Inscrits      | Inscrits           | Inscrits    | 2 035        | 100,00       |        |        |
| Abstentions   | Abstentions        | Abstentions | 1 055        | 51,84        |        |        |
| Votants       | Votants            | Votants     | 980          | 48,16        |        |        |
| Blancs        | Blancs             | Blancs      | 20           | 2,04         |        |        |
| Nuls          | Nuls               | Nuls        | 29           | 2,96         |        |        |
| Exprimés      | Exprimés           | Exprimés    | 931          | 95,00        |        |        |

### Saint-Paterne - Le Chevain
- Maire sortant : Michel Mercier (DVD)
- 23 sièges à pourvoir au conseil municipal (population légale 2017 : 2 120 habitants)
- 2 sièges à pourvoir au conseil communautaire (CU d'Alençon)

| Tête de liste            | Tête de liste            | Liste                    | Premier tour | Premier tour | Sièges | Sièges |
| Tête de liste            | Tête de liste            | Liste                    | Voix         | %            | CM     | CC     |
| ------------------------ | ------------------------ | ------------------------ | ------------ | ------------ | ------ | ------ |
|                          | Joël Touchard            | DIV                      | 377          | 100,00       | 23     | 2      |
|                          |                          |                          |              |              |        |        |
| Votes exprimés           | Votes exprimés           | Votes exprimés           | 377          | 73,78        |        |        |
| Votes blancs             | Votes blancs             | Votes blancs             | 21           | 4,11         |        |        |
| Votes nuls               | Votes nuls               | Votes nuls               | 113          | 22,11        |        |        |
| Total                    | Total                    | Total                    | 511          | 100          | 23     | 2      |
| Abstention               | Abstention               | Abstention               | 1 074        | 67,76        |        |        |
| Inscrits / participation | Inscrits / participation | Inscrits / participation | 1 585        | 32,24        |        |        |

### Saint-Saturnin
- Maire sortant : Yvan Goulette (DVD)
- 23 sièges à pourvoir au conseil municipal (population légale 2017 : 2 529 habitants)
- 1 sièges à pourvoir au conseil communautaire (CU Le Mans Métropole)

| Tête de liste | Tête de liste | Liste       | Premier tour | Premier tour | Sièges | Sièges |
| Tête de liste | Tête de liste | Liste       | Voix         | %            | CM     | CC     |
| ------------- | ------------- | ----------- | ------------ | ------------ | ------ | ------ |
|               | Yvan Goulette | DVD         | 516          | 100,00       | 23     | 1      |
|               |               |             |              |              |        |        |
| Inscrits      | Inscrits      | Inscrits    | 1 916        | 100,00       |        |        |
| Abstentions   | Abstentions   | Abstentions | 1 334        | 69,62        |        |        |
| Votants       | Votants       | Votants     | 582          | 30,38        |        |        |
| Blancs        | Blancs        | Blancs      | 38           | 6,53         |        |        |
| Nuls          | Nuls          | Nuls        | 28           | 4,81         |        |        |
| Exprimés      | Exprimés      | Exprimés    | 516          | 88,66        |        |        |

### Sainte-Jamme-sur-Sarthe
- Maire sortant : Jean-Luc Suhard (DVG)
- 19 sièges à pourvoir au conseil municipal (population légale 2017 : 2 051 habitants)
- 4 sièges à pourvoir au conseil communautaire (CC Maine Cœur de Sarthe)

| Tête de liste            | Tête de liste            | Liste                    | Premier tour | Premier tour | Sièges | Sièges |
| Tête de liste            | Tête de liste            | Liste                    | Voix         | %            | CM     | CC     |
| ------------------------ | ------------------------ | ------------------------ | ------------ | ------------ | ------ | ------ |
|                          | Jean-Luc Suhard          | DVG                      | 392          | 100,00       | 19     | 5      |
|                          |                          |                          |              |              |        |        |
| Votes exprimés           | Votes exprimés           | Votes exprimés           | 392          | 80,66        |        |        |
| Votes blancs             | Votes blancs             | Votes blancs             | 34           | 7,00         |        |        |
| Votes nuls               | Votes nuls               | Votes nuls               | 60           | 12,35        |        |        |
| Total                    | Total                    | Total                    | 486          | 100          | 19     | 5      |
| Abstention               | Abstention               | Abstention               | 1 045        | 68,26        |        |        |
| Inscrits / participation | Inscrits / participation | Inscrits / participation | 1 531        | 31,74        |        |        |

### Sargé-lès-le-Mans
- Maire sortant : Marcel Mortreau (DVD)
- 27 sièges à pourvoir au conseil municipal (population légale 2017 : 3 614 habitants)
- 2 sièges à pourvoir au conseil communautaire (CU Le Mans Métropole)

| Tête de liste | Tête de liste   | Liste       | Premier tour | Premier tour | Sièges | Sièges |
| Tête de liste | Tête de liste   | Liste       | Voix         | %            | CM     | CC     |
| ------------- | --------------- | ----------- | ------------ | ------------ | ------ | ------ |
|               | Marcel Mortreau | DVD         | 688          | 100,00       | 27     | 2      |
|               |                 |             |              |              |        |        |
| Inscrits      | Inscrits        | Inscrits    | 3 309        | 100,00       |        |        |
| Abstentions   | Abstentions     | Abstentions | 2 405        | 72,68        |        |        |
| Votants       | Votants         | Votants     | 904          | 27,32        |        |        |
| Blancs        | Blancs          | Blancs      | 117          | 12,94        |        |        |
| Nuls          | Nuls            | Nuls        | 99           | 10,95        |        |        |
| Exprimés      | Exprimés        | Exprimés    | 688          | 76,11        |        |        |

### Savigné-l'Évêque
- Maire sortant : Philippe Metivier (LR)
- 27 sièges à pourvoir au conseil municipal (population légale 2017 : 3 998 habitants)
- 5 sièges à pourvoir au conseil communautaire (CC Le Gesnois Bilurien)

| Tête de liste            | Tête de liste            | Liste                    | Premier tour | Premier tour | Second tour | Second tour | Sièges  | Sièges  |
| Tête de liste            | Tête de liste            | Liste                    | Voix         | %            | Voix        | %           | CM      | CC      |
| ------------------------ | ------------------------ | ------------------------ | ------------ | ------------ | ----------- | ----------- | ------- | ------- |
|                          | Isabelle Lemeunier       | DVG                      | 566          | 35,41        | 826         | 50,61       | 21      | 4       |
|                          | Olivier Rétif            | DVD                      | 763          | 47,74        | 806         | 49,38       | 6       | 1       |
|                          | Bernard Périsset         | DVD                      | 269          | 16,83        | Retrait     | Retrait     | Retrait | Retrait |
|                          |                          |                          |              |              |             |             |         |         |
| Votes exprimés           | Votes exprimés           | Votes exprimés           | 1 598        | 97,92        | 1 632       | 98,14       |         |         |
| Votes blancs             | Votes blancs             | Votes blancs             | 13           | 0,80         | 14          | 0,84        |         |         |
| Votes nuls               | Votes nuls               | Votes nuls               | 21           | 1,29         | 17          | 1,02        |         |         |
| Total                    | Total                    | Total                    | 1 632        | 100          | 1 663       | 100         | 27      | 5       |
| Abstention               | Abstention               | Abstention               | 1 810        | 52,59        | 1 787       | 51,80       |         |         |
| Inscrits / participation | Inscrits / participation | Inscrits / participation | 3 442        | 47,41        | 3 450       | 58,20       |         |         |

### Sillé-le-Guillaume
- Maire sortant : Gérard Galpin (DVD)
- 19 sièges à pourvoir au conseil municipal (population légale 2017 : 2 305 habitants)
- 4 sièges à pourvoir au conseil communautaire (CC de la Champagne Conlinoise et du Pays de Sillé)

| Tête de liste            | Tête de liste            | Liste                    | Premier tour | Premier tour | Sièges | Sièges |
| Tête de liste            | Tête de liste            | Liste                    | Voix         | %            | CM     | CC     |
| ------------------------ | ------------------------ | ------------------------ | ------------ | ------------ | ------ | ------ |
|                          | Gérard Galpin            | DVD                      | 424          | 100,00       | 19     | 4      |
|                          |                          |                          |              |              |        |        |
| Votes exprimés           | Votes exprimés           | Votes exprimés           | 424          | 81,07        |        |        |
| Votes blancs             | Votes blancs             | Votes blancs             | 24           | 4,59         |        |        |
| Votes nuls               | Votes nuls               | Votes nuls               | 75           | 14,34        |        |        |
| Total                    | Total                    | Total                    | 523          | 100          | 19     | 4      |
| Abstention               | Abstention               | Abstention               | 981          | 62,23        |        |        |
| Inscrits / participation | Inscrits / participation | Inscrits / participation | 1 504        | 34,77        |        |        |

### Spay
- Maire sortant : Jean-Yves Avignon (DVD)
- 23 sièges à pourvoir au conseil municipal (population légale 2017 : 2 890 habitants)
- 4 sièges à pourvoir au conseil communautaire (CC du Val de Sarthe)

| Tête de liste | Tête de liste     | Liste       | Premier tour | Premier tour | Sièges | Sièges |
| Tête de liste | Tête de liste     | Liste       | Voix         | %            | CM     | CC     |
| ------------- | ----------------- | ----------- | ------------ | ------------ | ------ | ------ |
|               | Jean-Yves Avignon | DVD         | 891          | 71,73        | 20     | 4      |
|               | Joëlle Brunet     | DVG         | 351          | 28,26        | 3      | 0      |
|               |                   |             |              |              |        |        |
| Inscrits      | Inscrits          | Inscrits    | 2 327        | 100,00       |        |        |
| Abstentions   | Abstentions       | Abstentions | 1 053        | 45,25        |        |        |
| Votants       | Votants           | Votants     | 1 274        | 54,75        |        |        |
| Blancs        | Blancs            | Blancs      | 18           | 1,41         |        |        |
| Nuls          | Nuls              | Nuls        | 14           | 1,10         |        |        |
| Exprimés      | Exprimés          | Exprimés    | 1 242        | 97,49        |        |        |

### Teloché
- Maire sortant : Gérard Lambert (DVG)
- 23 sièges à pourvoir au conseil municipal (population légale 2017 : 3 056 habitants)
- 4 sièges à pourvoir au conseil communautaire (CC d'Orée de Bercé - Belinois)

| Tête de liste | Tête de liste  | Liste       | Premier tour | Premier tour | Sièges | Sièges |
| Tête de liste | Tête de liste  | Liste       | Voix         | %            | CM     | CC     |
| ------------- | -------------- | ----------- | ------------ | ------------ | ------ | ------ |
|               | Gérard Lambert | DVG         | 799          | 100,00       | 23     | 4      |
|               |                |             |              |              |        |        |
| Inscrits      | Inscrits       | Inscrits    | 2 470        | 100,00       |        |        |
| Abstentions   | Abstentions    | Abstentions | 1 583        | 64,09        |        |        |
| Votants       | Votants        | Votants     | 887          | 35,91        |        |        |
| Blancs        | Blancs         | Blancs      | 35           | 3,95         |        |        |
| Nuls          | Nuls           | Nuls        | 53           | 5,98         |        |        |
| Exprimés      | Exprimés       | Exprimés    | 799          | 90,08        |        |        |

### Vibraye
- Maire sortant : Jean-Marc Blot (DVG)
- 23 sièges à pourvoir au conseil municipal (population légale 2017 : 2 553 habitants)
- 6 sièges à pourvoir au conseil communautaire (CC des Vallées de la Braye et de l'Anille)

| Tête de liste | Tête de liste     | Liste       | Premier tour | Premier tour | Sièges | Sièges |
| Tête de liste | Tête de liste     | Liste       | Voix         | %            | CM     | CC     |
| ------------- | ----------------- | ----------- | ------------ | ------------ | ------ | ------ |
|               | Dominique Flament |             | 655          | 100,00       | 23     | 6      |
|               |                   |             |              |              |        |        |
| Inscrits      | Inscrits          | Inscrits    | 1 906        | 100,00       |        |        |
| Abstentions   | Abstentions       | Abstentions | 1 138        | 59,71        |        |        |
| Votants       | Votants           | Votants     | 768          | 40,29        |        |        |
| Blancs        | Blancs            | Blancs      | 27           | 3,52         |        |        |
| Nuls          | Nuls              | Nuls        | 86           | 11,20        |        |        |
| Exprimés      | Exprimés          | Exprimés    | 655          | 85,29        |        |        |

### Villeneuve-en-Perseigne
- Maire sortant : André Trottet (LR)
- 23 sièges à pourvoir au conseil municipal (population légale 2017 : 2 196 habitants)
- 2 sièges à pourvoir au conseil communautaire (CU d'Alençon)

| Tête de liste            | Tête de liste            | Liste                    | Premier tour | Premier tour | Sièges | Sièges |
| Tête de liste            | Tête de liste            | Liste                    | Voix         | %            | CM     | CC     |
| ------------------------ | ------------------------ | ------------------------ | ------------ | ------------ | ------ | ------ |
|                          | André Trottet            | LR                       | 661          | 74,02        | 20     | 2      |
|                          | Dominique Anfray         |                          | 232          | 25,97        | 3      | 0      |
|                          |                          |                          |              |              |        |        |
| Votes exprimés           | Votes exprimés           | Votes exprimés           | 893          | 95,41        |        |        |
| Votes blancs             | Votes blancs             | Votes blancs             | 14           | 1,50         |        |        |
| Votes nuls               | Votes nuls               | Votes nuls               | 29           | 3,10         |        |        |
| Total                    | Total                    | Total                    | 936          | 100          | 23     | 2      |
| Abstention               | Abstention               | Abstention               | 754          | 44,62        |        |        |
| Inscrits / participation | Inscrits / participation | Inscrits / participation | 1 690        | 55,38        |        |        |

### Yvré-l'Évêque
- Maire sortant : Dominique Aubin (DVD)
- 27 sièges à pourvoir au conseil municipal (population légale 2017 : 4 228 habitants)
- 3 sièges à pourvoir au conseil communautaire (CU Le Mans Métropole)

| Tête de liste            | Tête de liste            | Liste                    | Premier tour | Premier tour | Second tour | Second tour | Sièges | Sièges |
| Tête de liste            | Tête de liste            | Liste                    | Voix         | %            | Voix        | %           | CM     | CC     |
| ------------------------ | ------------------------ | ------------------------ | ------------ | ------------ | ----------- | ----------- | ------ | ------ |
|                          | Damienne Fleury          | DVG                      | 673          | 40,03        | 922         | 53,17       | 21     | 2      |
|                          | Fanny Pira               | DVG                      | 323          | 19,21        | 922         | 53,17       | 21     | 2      |
|                          | André Le Roux            | DVD                      | 685          | 40,74        | 812         | 46,82       | 6      | 1      |
|                          |                          |                          |              |              |             |             |        |        |
| Votes exprimés           | Votes exprimés           | Votes exprimés           | 1 681        | 98,36        | 1 734       | 97,69       |        |        |
| Votes blancs             | Votes blancs             | Votes blancs             | 14           | 0,82         | 23          | 1,30        |        |        |
| Votes nuls               | Votes nuls               | Votes nuls               | 14           | 0,82         | 18          | 1,01        |        |        |
| Total                    | Total                    | Total                    | 1 709        | 100          | 1 775       | 100         | 27     | 3      |
| Abstention               | Abstention               | Abstention               | 1 872        | 52,28        | 1 815       | 50,56       |        |        |
| Inscrits / participation | Inscrits / participation | Inscrits / participation | 3 581        | 47,72        | 3 590       | 49,44       |        |        |